# Sant Roc del Molar
Sant Roc del Molar és una església barroca del municipi del Molar (Priorat) protegida com a bé cultural d'interès local.

## Descripció
Construcció de planta rectangular de tres naus i absis poligonal. Té quatre tramades i el cor és a la primera. Les naus laterals conformen capelles i disposen d'un petit pas de l'una a l'altra. Els murs acaben en un fris continu del qual arrenca una volta de mig punt amb llunetes. Les naus laterals són cobertes per voltes d'aresta. L'interior, ben pintat, disposa d'alguns elements de ferro forjat. La façana, arrebossada, presenta una portalada amb arc de mig punt; al damunt hi ha una fornícula amb una imatge de Sant Roc. Per sobre hi ha un petit ull de bou. La façana és rematada per un petit campanar d'espadanya situat al centre. El cloquer principal, però, està situat a la banda dreta: és de planta quadrada amb quatre amplis finestrals i coronat per una balustrada.

## Història
L'església fou edificada el 1788 per uns paletes de la Fatarella a causa de l'estat ruïnós de la construcció anterior, provisional i que amb prou feines aixoplugava els habitants del lloc. Al seu costat hi havia el primitiu cementiri. Fou sufragània de la de Garcia. La nit de Reis de 1901 sofrí un incendi fortuït, que obligà a fer reparacions immediatament. Pel juliol de 1936 foren cremats els altars i les imatges.